# 罗双全
罗双全（1973年1月—），湖南醴陵人。女，汉族。加入中国致公党。湘潭农业学校园艺专业毕业。
曾任株洲市高新区农业总公司职员，株洲市高新区管委会办公室秘书、群众工作部副科级干部，高新区团委副书记，天元区团委副书记、书记等职。2002年3月，任株洲市旅游局副局长。2007年8月，任芦凇区副区长。2010年1月，任湖南省妇联副主席。2011年9月，任永州市副市长。2017年2月，任湖南省政协副秘书长。
2013年，当选第十二届全国人民代表大会湖南地区代表。